# Ralf Schönborn
Ralf Schönborn (* 17. August 1966 in Walhausen) ist ein deutscher Politiker (AfD). Er wurde bei der Landtagswahl 2021 in den rheinland-pfälzischen Landtag gewählt. Er ist stellvertretender Fraktionsvorsitzender der AfD Rheinland-Pfalz.
Von 1982 bis 1986 absolvierte er eine Ausbildung zum Möbelbauer und wurde anschließend übernommen, nachdem er seinen Wehrdienst abgeleistet hatte. Danach arbeitete er von 1988 bis 2021 als Angestellter in der Automobilindustrie. Schönborn trat 2016 der AfD Rhein-Hunsrück bei und wurde 2018 zum Kreisvorsitzenden gewählt. 
Schönborn ist Vorsitzender des Kreisvorstands der AfD Rhein-Hunsrück und AfD-Fraktionsvorsitzender im dortigen Kreistag. Bei den Wahlen 2021 wurde er über die Landesliste seiner Partei (Platz 9) in den Landtag gewählt, trat aber auch ohne Erfolg als Direktkandidat im Wahlkreis Rhein-Hunsrück an. Als Schwerpunkte seiner politischen Arbeit gibt er Umweltschutz, Verkehr und Gesellschaft an.
Schönborn lebt in Dickenschied.